# یوهان یوزف لوشمیت
یوهان یوزف لوشمیت (آلمانی: Johann Josef Loschmidt؛ ۱۵ مارس ۱۸۲۱ – ۸ ژوئیهٔ ۱۸۹۵) یک دانشمند در زمینه شیمی و فیزیک اهل اتریش بود.